# John Smyth (1748–1811)
John Smyth (12 février 1748-12 février 1811) est un homme politique britannique qui siège à la Chambre des communes de 1783 à 1807.

## Biographie
Smyth est le fils de John Smyth de Heath Hall, Yorkshire et son épouse Brigitte Foxley, fille de Benjamin Foxley de Londres. Il fait ses études à Westminster School et est admis au Trinity College, Cambridge en 1766. Il épouse en 1778 Lady Georgiana, fille aînée d'Augustus FitzRoy (3e duc de Grafton).
Smyth est député pour Pontefract de 1783 à 1807. Il est un Lord de l'Amirauté, de 1791 à 1794, et un Lords du Trésor de 1794 à 1802. Il est Maître de la monnaie de 1802 à 1804, et membre de la Commission du Commerce en 1805.
Smyth est mort le 12 février 1811 à Londres. Lui et sa femme Georgiana ont quatre fils et deux filles. Son fils John Henry Smyth est député de Cambridge.